# 横山美雪
横山 美雪（よこやま みゆき、1989年11月15日 - ）は、日本の元女優、元タレント、元AV女優。東京都出身。

## 略歴
2008年8月に『新人!kawaii*専属デビュ→ スタア発掘☆ものすごい美少女♪ 横山美雪』でAVデビュー。kawaii*専属で24本契約で出演。
2009年5月、自身のPodcast番組『ちょっぴりエッチなクラブ学 横山美雪のこんなの初めてっ！（FLOOR net Podcast）』を配信開始。約2週間に渡りiTunesでのPodcastランキング1位を獲得する。また、テレビドラマ『嬢王 Virgin』に出演（7話より）。
2010年4月より、ラジオ番組『BBL Radio One』のレギュラーパーソナリティとなる。同年4月28日に自身の名前をローマ字にした「miyuki」名義で「Chuppa」という歌を出した。同年7月の『毎日いっしょ』をもってkawaii*を卒業、8月1日発売の「僕と美雪の甘〜い性活」よりアイデアポケットに移籍。同年8月よりtwitterを始める。
2010年10月、テレビドラマ『闇金ウシジマくん』出演。同年10月7日より『おねだりマスカットDX!』にて、恵比寿マスカッツ5期生としてレギュラーになった。同年、第23回ピンク大賞の新人女優賞を受賞した。
2010年11月16日のブログで、会社を立ち上げ代表取締役に就任したことを公表。
2011年6月にSODクリエイトへ移籍。2012年7月にはマキシングへ移籍。
2014年11月30日、ブログでAV引退を発表し、2015年3月29日開催の秋葉原でのラストイベントをもってAV女優を引退。
引退後も継続してAV以外の活動を行い、2015年12月には音楽プロジェクト「DJミー a.k.a. Miyuki Yokoyama」を始動していたが、2017年2月19日、自身のブログにて『横山美雪』としての活動の終了を報告し、以後SNSなどでの発言をしない旨も合わせて発表した。

## 人物
- 趣味は映画、美容、音楽、読書、お酒、ファッション、POKER。
- 活発な性格で、小学校時代は陸上部とバスケ部に掛け持ちで所属し、中学でもスポーツ部に在籍していた[7]。中学 - 高校時代は生徒会で委員長を務めた[7]。
- デビューのきっかけはスカウト。AVの出演は、有名になりたいとかではなく、興味本位から（2010年3月8日の日刊スポーツインタビューより）。
- 初体験:高校1年の時（16歳の春）。
- 『芸名の由来は生まれた日に（横）の（山）で（美しい）（雪）が降っていた事からその頭文字を合わせたもの。』とされていたが、2011年9月5日、自身のブログにて公式に否定[8]。
- デビュー前の体験人数は1人（同級生と3年間付き合った）[9]。
- 資格：漢字検定2級、英語検定2級[10]
- 「おねだりマスカットDX」ではスレンダーな体型から「スレンダーロボット2」、また前半はあまり喋らなかったため「マスカッツ1謎の女」とキャッチコピーが付けられた。
- 愛称の「みいちゃん」は自身でのブログでの一人称が「みい」となっている他、共演者からもこの名称で呼ばれている。
- 顔は母親似[11]。
- 視力は0.1もなく私生活ではコンタクトレンズをしている。だがそれでも距離感がつかめずドアに頭をぶつけることもある[12]。
- 大学に進学していたが、現在の仕事に楽しさ・やりがいを感じ、仕事一本で頑張る為に一念発起し2010年5月に大学を中退した[13]。
- 2010年1月3日放送の『ゴッドタン』（テレビ東京系）「第5回キス我慢選手権」（男性陣が女優陣によるキスへの誘惑に屈したら負け、というゲーム）に出演、フットボールアワー・後藤輝基と対戦した。自分のAV[14]を見た感想を聞いたり、自分の股間を「イワオ」と置き換えて話したりと挑発した[15]。身体を密着させたり、後藤のギター演奏に感じてしまうなど、様々な手で後藤を誘惑したが、後藤も粘り、なかなかキスを許さなかった。そこで横山は「売れっ子の後藤さんには私の気持ちは分からない」と言いながら本物の涙を流すという迫真の演技を見せ、後藤を陥落させた。なお、無類のAVマニアである後藤は、横山を正統派と絶賛していた。ナレーションでは「清純派女優」と解説していた。
- 2010年10月7日放送の「おねだり!マスカットDX」で自己紹介の直後にカメラマンにキスをした。「Aカメが軸になっているのでAカメのカメラマンさんにキスした方が編集の際に多く使ってくれるでしょ」と答え、自分を多くテレビに映すためのアプローチに番組のMC矢作兼（おぎやはぎ）からは「カメラの扱いを既に理解している」と評された。
- ドラマ『闇金ウシジマくん』のオーディションでは、横山の宣材がよくなく、監督は横山を最初に落とすつもりでいた[16]。

## 作品

### アダルトビデオ
- 新人!kawaii*専属デビュ→ スタア発掘☆ものすごい美少女♪ 横山美雪（8月25日、kawaii*）
- 初めての、ごっきゅん。 横山美雪（9月25日、kawaii*）
- 学校でセックchu♥ 横山美雪（10月25日、kawaii*）
- kawaii*special ギザカワユス! （11月25日、kawaii*） 共演：小泉梨菜
- 美雪の14400秒あげる 横山美雪（12月25日、kawaii*）

- LOVE◆ドッピュン!! メガ顔射スペシャル! （1月25日、kawaii*）
- kawaii*special ギザカワユスDX! （2月25日、kawaii*） 共演：桃瀬えみる、星空みちる、原明奈
- kawaii* BEST 大全集02 2周年ベストだょっ全員集合DX 4時間 （2月25日、kawaii*）
- 初めての、ショートカット♥ 横山美雪（3月25日、kawaii*）
- kawaii*女学園パラダイス♥美少女14人6時間SP （4月25日、kawaii*） 共演：愛斗ゆうき、星空みちる、鈴木さとみ、吉沢みなみ、牧野くるみ、他8人
- kawaii* BEST 2008下半期 35タイトルぜ〜んぶ見せちゃうょんDX 4時間 （4月25日、kawaii*）
- 私を大人にして下さい。 横山美雪（5月25日、kawaii*）
- kawaii*制服女子高生collection3 4時間 （5月25日、kawaii*）
- kawaii*美少女100セックchu♥8時間 （5月25日、kawaii*）
- 超舌フェラペチーノ 横山美雪（6月25日、kawaii*）
- kawaii*逆3P collection 4時間 （6月25日、kawaii*）
- デビュ→1周年だょん♪淫語パレード☆ 横山美雪（7月25日、kawaii*）
- シコシコ手コキ50連発4時間 （7月25日、kawaii*）
- エンジョイ騎乗位!横山美雪（8月25日、kawaii*）
- kawaii*美少女25人のおねだりザーメン4時間 （8月25日、kawaii*）
- 絶対に声我慢しなきゃダメ! （9月25日、kawaii*）
- kawaii*BEST2009上半期47タイトルぜ〜んぶ見せちゃうょんDX4時間 （9月25日、kawaii*）
- ある日、モテない僕が横山美雪になっちゃった☆ （10月25日、kawaii*）
- THE AV WORLD SPECIAL ROOKIE欲張りセレクト 美女だらけの学校 女教師と女子校生 （10月25日、kawaii*）
- kawaii*美少女100人8時間SPECIAL （11月25日、kawaii*）
- ランラン♪乱交 （11月25日、kawaii*）
- 学校でしようよ! 横山美雪（12月1日、アイデアポケット）
- 横山美雪・8時間スペシャル （12月25日、kawaii*）

- 美雪が童貞食べちゃうゾ （1月25日、kawaii*）
- 一撃顔射シリーズ メガ顔射すぺしゃる。 （1月25日、kawaii*）
- オナッ娘なぁす☆〜四六時中オナニー!〜 （2月25日、kawaii*）
- kawaii*大全集3周年記念8時間BEST （2月25日、kawaii*）
- BEST OF IDEAPOCKET 2009 （3月1日、アイデアポケット）
- 超美顔のアングル☆ （3月25日、kawaii*）
- 本番ですよっ!ふたたび （4月1日、アイデアポケット）
- ノーパン女子校生（4月7日、プレミアム）
- デビュ→初セックchu◆4時間 （4月25日、kawaii*）
- DIGITAL CHANNEL DC69 （5月1日、アイデアポケット）
- IP VENUS COLLECTION （6月1日、アイデアポケット）
- High quality 高画質で魅せます！究極のIP女優ハイクオリティSEX8時間 （6月1日、アイデアポケット）
- 五感制限イカセ開発♥ （6月25日、kawaii*）
- ふぇらちおBEST（6月25日、kawaii*）
- 毎日いっしょ （7月25日、kawaii*）
- kawaii*美少女オールスターズ☆ 特選可愛いランキングTOP30人4時間 （7月25日、kawaii*）
- 僕と美雪の甘〜い性活 （8月1日、アイデアポケット）
- 美雪先生の誘惑授業 （9月1日、アイデアポケット）
- 横山美雪の濃厚な接吻とSEX （10月1日、アイデアポケット）
- 以上、横山美雪でした!8時間スペシャル（10月25日、kawaii*）
- BEAUTY VENUS3 （11月1日、アイデアポケット） 共演：希崎ジェシカ、希志あいの
- ゴージャスオナニーサポート アナタのオナニーをお手伝いします（12月1日、アイデアポケット）

- CLUBBER BITCHIZM （1月1日、アイデアポケット）
- 見つめ合って感じ合う情熱SEX （2月1日、アイデアポケット）
- 精子吸引バキュームフェラチオ （3月1日、アイデアポケット）
- 癒らし痴女ナース （4月1日、アイデアポケット）
- 美雪ちゃんは太っといのがお好き （5月1日、アイデアポケット）
- 横山美雪ちゃんタオル一枚男湯入ってみませんか?HARD（6月4日、SODクリエイト）
- みぃのオナニーの時間だよ♥（7月7日、SODクリエイト）
- マジックミラー号がイク!!童貞クンいらっしゃい♥筆下ろし逆ナンパ （8月6日、SODクリエイト）
- 手コキ&性交クリニック ACE ver. （9月8日、SODクリエイト）
- 横山美雪 公然誘惑 ナイショでこっそりイカせてア・ゲ・ル♥ （10月6日、SODクリエイト）
- 真・性欲、覚醒 （11月5日、SODクリエイト）
- 憧れの横山美雪とヤレる券を手に入れた!! （12月8日、SODクリエイト）

- 超高級ソープ嬢 （1月7日、SODクリエイト）
- おいらん温泉若女将（2月9日、SODクリエイト）
- 素人参加企画!横山美雪VS草食男子 アドリブ痴女フルコース（3月8日、SODクリエイト）
- 誘惑美女の男狩り（4月5日、SODクリエイト）
- 横山美雪 卒業（5月10日、SODクリエイト）
- 突如始まるゲリラ交尾（7月16日、マキシング）
- 最高の美女が魅せるベロキス淫行。（8月16日、マキシング）
- 淫乱痴女ナース×横山美雪（9月16日、マキシング）
- 風俗ちゃんねる 31（10月16日、マキシング）
- 問答無用の逆レ●プ! （11月16日、マキシング）
- カンパニー松尾×横山美雪（12月16日、マキシング）

- しっぽりオトナのお泊まり温泉デート （1月16日、マキシング）
- 横山美雪の精子ヌキ狂い30連発! （2月16日、マキシング）
- 美人女教師×チ●ポ喰い漁り （3月16日、マキシング）
- 突然家に横山美雪がヤリに来た! （4月16日、マキシング）
- 路上逆ナンパ×催眠交尾×大量顔射×絶頂封印FUCK （5月16日、マキシング）
- 麗しの美人妻 〜義父と夫に愛されて〜 （6月16日、マキシング）
- 絶世の美女にチ●ポいじり倒される屈辱ビデオ。 （7月16日、マキシング）
- 横山美雪×素人お宅訪問（8月16日、マキシング）
- 未亡人奴隷（9月16日、マキシング）
- 幻の競泳水着×横山美雪（10月16日、マキシング）
- イキまくる絶頂女神。（11月16日、マキシング）
- 屈辱の全裸インテリOL （12月16日、マキシング）

- 丁寧淫語 （1月16日、マキシング）
- 犯りまくる淫乱ドS女医 （2月16日、マキシング）
- 異常性愛依存症 ～悶える美人妻～ （3月16日、マキシング）
- インテリ痴女家庭教師 （4月16日、マキシング）
- 汗だくFUCK （5月16日、マキシング）
- 完全主観！横山美雪と夢の同棲性活。 （6月16日、マキシング）
- 横山美幸×ボンテージQUEEN （7月16日、マキシング）
- 日焼けあと×激ピストン （8月16日、マキシング）
- 絶対にもう一発ヤリたくなる お掃除フェラ （9月16日、マキシング）
- 最高級ご奉仕ソープ嬢 （10月16日、マキシング）
- 別顔キャビンアテンダント（11月16日、マキシング）
- 美人OL逆痴漢（12月16日、マキシング）

- AV引退直前スペシャル！横山美雪メモリアルBOX 10時間 ～艶麗～（1月16日、マキシング）
- AV引退直前スペシャル！横山美雪メモリアルBOX 10時間 ～神彩～（2月16日、マキシング）
- 横山美雪 AV引退 ～bon voyage～（3月16日、マキシング）

### イメージビデオ
- エロキュート（2010年7月29日、オルスタックピクチャーズ）
- 新・美女秘湯めぐり 奥湯河原温泉編（2011年10月28日、マーレーインターナショナル） - 共演:桃ゆりか
- 新・美女秘湯めぐり ブルーレイBOX Vol.1（2014年6月27日、オルスタックピクチャーズ） - 共演:小沢アリス、桃ゆりか、香坂玲依寧
- Shangri-La 〜裸の女神〜（2015年3月27日、オルスタックソフト販売）
- 視線（2015年8月28日、グラッソ）

### オリジナルDVD
- 新初体験物語 完熟チェリーボーイ （2010年1月6日、シネマファスト）
- ヤンキー女子高生3 埼玉最強伝説 （2010年1月25日、GPミュージアムソフト）
- Girls Side DVD 女の子が観るラブテクニック （2010年4月23日、ケイエスエス）
- エロ怖い怪談 第参之怪 廃墟遊戯 （2010年11月19日、アース・スターエンターテイメント）
- ショー子のエロいい話（2011年8月5日、クロックワークス）
- HITCH-HIKE ヒッチハイク（2013年7月3日、アルバトロス）
- リベンジ パチンカー亜美 (2014年)
- TWO FACE 〜極秘潜入捜査官〜 (2014年)鈴木京子役[17]
- CAMP キャンプ (2014年)
- 特命ヘッドハンター理奈 (2015年11月11日、東映ビデオ)

### CD
- Chuppa　(miyuki名義)-2010年4月28日
- そばにいてね-2011年3月

### トレーディングカード
| タイトル                    | 発売日        | 発売元 | 備考                       |
| --------------------------- | ------------- | ------ | -------------------------- |
| AVC ジューシーハニー Vol.13 | 2010年7月10日 | ミント | 周防ゆきこ、並木優とセット |
| AVC ジューシーハニー Vol.19 | 2012年4月28日 | ミント | 星美りか、成瀬心美とセット |

## 出演

### 映画
- 移り気若妻の熱い舌技 [18]（2010年5月14日公開、製作：幻想配給社、配給：オーピー映画、監督・脚本：友松直之）- 淑子 役
- 美脚教師 開いて悶絶 [19]（2010年9月17日公開、製作：幻想配給社、配給：オーピー映画、監督・脚本：友松直之）- 貝原淑子 役
- ラブ・ソングは死にました（2011年1月公開、桜美林大学映画専修卒業制作作品、プロデューサー：菅井俊哉、監督・脚本：日坂良輔）[20] - リナ 役 [21]
- Paradise Kiss（2011年6月公開、ワーナー・ブラザース映画）
- ふたりエッチ（2011年6月18日、AMGエンタテインメント、監督:横山一洋）[22] - 河田梨香 役
- ストロベリーナイト（2013年1月26日公開、東宝）- 柳井千恵 役
- HO〜欲望の爪痕〜 [23]（2014年1月11日公開）- アンナ 役
- 黒執事（2014年1月18日公開、ワーナー・ブラザース映画）
- TOKYO TRIBE（2014年8月30日公開、日活）
- 悪と仮面のルール（2018年1月13日公開、 ファントム・フィルム）-M E E 名義

### オリジナルビデオ
- 新初体験物語 完熟チェリーボーイ [24]（2009年）- 結衣 役
- エロ怖い怪談 [25]（2010年）- 瑞希 役
- ヤンキー女子高生3 埼玉最強伝説  [26]（2010年）- 綾乃 役
- ショー子のエロいい話 [27]（2011年）- ショー子 役
- WEEKEND ウィークエンド [28]（2012年）-  美樹 役
- ラブホなお仕事 [29]（2012年）- ラブホテル店長 役
- HITCH-HIKE ヒッチハイク [30]（2013年）- 冴子 役
- LIPSTICK リップスティック [31]（2013年）- アンナ 役
- CAMP キャンプ  [32]（2014年）- アンナ 役
- リベンジパチンカー亜美 [33]（2014年）- 亜美 役
- 極道刑務所  [34]（2014年） - 浅倉栞奈
- 極道刑務所2 [35]（2014年） - 浅倉栞奈
- TWO FACE 極秘潜入捜査官 [36]（2014年、ネクスタシーEX）- 主演・鈴木京子/夏川麗美役（2役）
- 殺し屋アンナ  [37]（2014年、ネクスタシーEX）- 主演・アンナ役
- 特命ヘッドハンター理奈 [38]（2015年10月、オーパーツ）- 主演・理奈/麗奈役（2役）

### テレビ
- ヴィーナス・フューチャー＃68（2009年、エンタ!371）
- あいの恋文 #10（2009年10月、エンタ!371）
- 嬢王 Virgin 第7話より（2009年11月 - 12月、テレビ東京） - 佐々木翔子 役
- ゴッドタン〜The God Tongue 神の舌〜（テレビ東京）
  - キス我慢選手権・正月スペシャル（2010年1月3日）
  - 芸能界ストイック暗記王（2010年6月16日、23日）
- ビートたけしのあと1回だけ見ちゃいけないTV（2010年9月29日、TBS）- ゲスト出演
- 闇金ウシジマくん（2010年10月 - 12月、毎日放送）- 杏奈役
- おねだりマスカットDX!（テレビ東京、2010年10月6日 - 2011年3月30日）-  恵比寿マスカッツ5期生
- 紅音ほたると一緒に飲もうよ! （2010年12月1日、あっ!とおどろく放送局）[リンク切れ]
- 横山美雪の「あっ!とおどろくトークライブ」〜年末特番〜（2010年12月30日、あっ!とおどろく放送局）[リンク切れ]
- 告発〜国選弁護人 第1話（2011年1月13日、テレビ朝日）
- 横山美雪のナマ♡トーク （2011年4月15日-、あっ!とおどろく放送局）
- 志村＆鶴瓶のあぶない交遊録（2012年1月　テレビ朝日）
- ジョージ・ポットマンの平成史 The 20th chapter（2012年2月25日、テレビ東京）- モデル出演
- 横山美雪&松本和彦の見逃してくれよ（2013年10月 - 隔週、ニコニコ生放送）
- 匿名探偵 第3話（2014年7月25日、テレビ朝日）- 矢部美香 役

### ラジオ
- BBL Radio One（2010年4月 - 2011年4月、InterFM）
- あっ!とおどろく放送局「横山美雪の大人のホームルーム♥」[39]

### ネット配信
- 艶姫ナイトTV（ユーストリーム）[40]
- がんばれ!エガちゃんピン3（BeeTV 携帯・PC配信）[41]江頭2:50と加藤鷹のゴールドフィンガー対決において、AV撮影直後を狙った江頭に乱入され、そのまま出演。江頭の指示によって早押しボタンの上に座らせられ、最後はベッドへと押し倒された。
- 『ちょっぴりエッチなクラブ学 横山美雪のこんなの初めてっ!（2009年 - 、FLOOR net Podcast）

### ファンミーティング
- 横山美雪 プレミアムファンミーティング（2012年3月24日(土)、企画：ジューシーハニー）[42]

### パチンコ
- CRジューシーハニー（2014年12月、サンセイアールアンドディ）
- PジューシーハニーH（ハーレム）（2023年5月、サンセイアールアンドディ）

## 書籍

### 写真集
- Water Nymph（2010年3月10日、双葉社、撮影：野澤亘伸）ISBN 9784575302004
- Rebirth（2015年2月11日、双葉社、撮影：横内禎久）ISBN 978-4575308280
- 美fine 横山美雪写真集（2015年6月25日、彩文館出版、撮影：中山雅文）ISBN 978-4-7756-0565-3

### モデル
- スーパー・ポーズブック ヌード・バラエティ編3 Cool（2015年4月17日、コスミック出版）

### グラビア
- 春のカケラ（2010年2月15日、撮影：マキハラススム）[43]
- ヌードWEBグラビア「GRAPHIS」（2012年7月13日、撮影：福島裕二）